# Teleogryllus brachypterus
Teleogryllus brachypterus is een rechtvleugelig insect uit de familie krekels (Gryllidae). De wetenschappelijke naam van deze soort is voor het eerst geldig gepubliceerd in 1967 door Chopard.